# Nos lendemains
| Оценки критиков | Оценки критиков |
| Источник        | Оценка          |
| --------------- | --------------- |
| Allmusic        | [ 1 ]           |
| Voir            | [ 2 ]           |

Nos lendemains — седьмой студийный альбом франкоканадской певицы Изабель Буле, выпущенный компанией V2 Records в феврале 2008.

## Список композиций
| №                   | Название                                                                              | Длительность |
| ------------------- | ------------------------------------------------------------------------------------- | ------------ |
| 1.                  | «Dieu des amours» (Жан-Луи Бергьо)                                                    | 2:50         |
| 2.                  | «Nos lendemains» (Рон Сексмит / франц. адаптация Гийом Виньо, Изабель Буле)           | 3:07         |
| 3.                  | «Ton histoire» (Жак Венерузо)                                                         | 3:28         |
| 4.                  | «Où est ma vie?» (Дидье Големанас / Ален Ланти)                                       | 3:18         |
| 5.                  | «Ne me dis pas qu'il faut sourire» (Бенжамен Бьоле)                                   | 3:17         |
| 6.                  | «Coucouroucoucou Paloma» (Томас Мендес Соса / франц. адаптация Эдди Марней, Жак Ларю) | 3:47         |
| 7.                  | «L'amour d'un homme» (Брис Омс / Ален Ланти)                                          | 3:10         |
| 8.                  | «Juste une étoile» (Максим Ле Форестье / Жюльен Клер)                                 | 2:57         |
| 9.                  | «N'aimer que t'aimer» (Дидье Големанас / Даниель Сефф)                                | 3:56         |
| 10.                 | «Reviens, reviens, reviens» (Жан-Лу Дабади / Жюльен Клер)                             | 2:57         |
| 11.                 | «L'appuntamento» (Брюно Лози, Эразмо Карлос, Роберто Карлос)                          | 3:54         |
| 12.                 | «Je ne t'en veux pas» (Жак Венерузо)                                                  | 3:38         |
| 13.                 | «Vouloir t'aimer» (Лоранс Жальбер / Ги Ражотт)                                        | 3:56         |
| Общая длительность: | Общая длительность:                                                                   | 44:15        |

## Альбом
Диск, выпущенный менее чем через год после предыдущего кантри-альбома De retour à la source, в целом, получил положительные отклики. Обозреватель Allmusic отмечает мягкую грусть и меланхолический блюзовый оттенок вокала Буле, напоминающего португальские фаду. Большинство песен специально написаны для этого диска французскими и канадскими авторами, среди которых есть несколько известных имён.
Обозреватель монреальского двухнедельника Voir Франсис Эбер указал на некоторую вторичность этой музыки, на то, что песни L’Amour d’un homme, Où est ma vie?, N’aimer que t’aimer сильно напоминают Нана Мускури (участвовавшую в создании альбома), и вообще композиции при всей своей гладкости и благородном изяществе производят впечатление дежа вю.
Диск стал золотым в Канаде, где в марте 2008 в течение недели находился на вершине топ-листа, и во Франции, где в 2008 году было продано 57 000 копий. В Top Albums France он продержался 38 недель, поднявшись до 7 места. Концертное турне в поддержку альбома началось 13 марта; в его ходе 21—23 марта состоялись выступления Изабель Буле в Олимпии.
Альбом номинировался на премию Феликс в категориях самого продаваемого и лучшего поп-альбома года, а композиция Ton histoire — в категории самой популярной песни (на этом конкурсе Изабель Буле второй раз подряд была признана певицей года, получила приз как самый знаменитый за пределами страны квебекский артист, и две награды за шоу «Ta route est ma route», концертное представление альбома).

## Чарты
| Чарт (2008)           | Место |
| --------------------- | ----- |
| Canadian Albums Chart | 1     |
| Top Albums France     | 7     |
| Ultratop (Wallonia)   | 7     |
| Swiss Albums Chart    | 22    |